# Mianserin
Mianserin ist – wie das Analogon Mirtazapin – ein Arzneistoff aus der Gruppe der tetrazyklischen Antidepressiva.

## Geschichte
Während die älteren tetrazyklischen Substanzen – außer Mianserin selbst v. a. noch das Maprotilin – im Vergleich zu den Trizyklika keinen nennenswerten Fortschritt in Verträglichkeit und Effizienz darstellten, wurde die neuere Mianserin-Variante Mirtazapin als Vertreter eines eigenen Wirktyps (NaSSA) bezeichnet. Das sehr ähnlich wirkende Mianserin zählt inzwischen ebenfalls zu dieser Gruppe. Mianserin wurde 1967 von Organon patentiert und wurde in Deutschland 1975 als Tolvin und in der Schweiz und Österreich als Tolvon zugelassen, es existieren zahlreiche Generika.

## Wirkung
Die Wirkung von Mianserin ist initial meist dämpfend. Die Indikationen entsprechen weitgehend denen der trizyklischen Antidepressiva vom Imipramin-Typ.
Die mittlere Tagesdosis liegt bei 30–90 mg. Wegen der möglichen Schadeffekte sollte während der Einnahme regelmäßig das Blutbild untersucht werden. Die Halbwertszeit von Mianserin beträgt 17 Stunden. Bei grippeähnlichen Symptomen (vgl. Agranulozytose) ist das Medikament sofort abzusetzen.
Bei einem Versuch, bei dem eine Vielzahl von Substanzen auf lebensverlängernde Wirkung bei Fadenwürmern getestet wurde, fiel Mianserin auf.

## Gegenanzeigen und Warnhinweise
Im Gegensatz zu anderen Antidepressiva eignet sich Mianserin nicht zur Behandlung des neuropathischen Schmerzes. Die vegetativen Nebenwirkungen sind etwas geringer ausgeprägt als bei den meisten Trizyklika, allerdings hat Mianserin ein Risiko lebensbedrohlicher Störwirkungen (Blutbildungsstörungen, darunter Agranulozytose; weitere Knochenmarkschäden), wodurch es in der Regel nicht zu den Erstwahlmitteln bei Depression zählt.

## Chemie

### Stereoisomerie
Mianserin wird als Racemat [1:1-Gemisch der (S)-Form und der (R)-Form] eingesetzt, obwohl die (S)-Form die pharmakologisch aktivere ist. Eine Racematspaltung mittels (+)- oder (–)-p-Ditoluoylweinsäure wird beschrieben.

### Synthese
Einen Überblick der Synthese von Mianserin ist in einem Nachschlagewerk beschrieben. Auch bei der Erstanmeldung durch die Firma Organon wurden mehrere Synthesemöglichkeiten vorgeschlagen. Zwei Strategien zum Aufbau des tricyclischen Dibenzoazepins haben sich durchgesetzt und werden angewendet:

#### Aufbau des 7-Ringes aus 2-Benzylanilin
Der Weg über 2-Benzylanilin (1) wurde vom Erfinder verfolgt und wird auch in der älteren Literatur zitiert. Das Dibenzoazepin wird über ein Imidchlorid (4) aus dem entsprechenden Chloracetanilid (3) mit Phosphoroxychlorid aufgebaut. Der Piperazinring des tetracyclischen Ringsystems von Mianserin wird aus dem durch Umsetzung mit Methylamin entstandenem 1,2-Diamin (5) mittels Oxalsäurediethylester (6) und anschließender Reduktion der Piperazindion-Zwischenstufe (7) mit Diboran zum Zielmolekül (8) geschlossen. Diese aufwendige aber selektive Piperazinsynthese wird weiterhin angewandt.

Synthese von Mianserin via Benzylanilin
Alternativ kann der Piperazinring mittels hochcanerogenem 1,2-Dibromethan aufgebaut werden. 2-Benzylanilin stellt auch das Ausgangsmaterial für die chirale Synthese von Mianserin dar, die 2015 veröffentlicht wurde. Anstelle von Methylamin wird Phthalimid eingesetzt und das erhaltene Dibenzazepin chiral hydriert.

#### Aufbau des 7-Ringes durch Einführung der Methylengruppe
Diese Möglichkeit zum Aufbau des 7-Ringes mittels 2-Aminobenzylalkohol wird in der neueren Patentliteratur beschrieben. Bereits 1975 wurde von Akzo, bis 2007 das Mutterunternehmen von Organon, ein Verfahren angemeldet, bei dem der 7-Ring mittels 2-Aminobenzylalkohol (5) aufgebaut wurde. In nur vier Stufen wird Mianserin durch Umsetzung von Styroloxid (1) mit N-Methylaminoethanol (2), nach anschließender Chlorierung zur Zwischenstufe (4), Umsetzung mit 2-Aminobenzylalkohol (5) zur Diphenylpiperazin-Zwischenstufe (6) und Ringschluss mit Polyphosphorsäure zum Mianserin (7) synthetisiert. 

Synthese von Mianserin aus Styroloxid (ohne Schutzgruppen)
1994 wird mit kleinen Änderungen dieser Weg nochmals beansprucht, wobei das komplexe Reaktionsgemisch eine chromatografische Aufarbeitung der Endstufe erforderlich macht. Wegen dieses Umstandes wurde 1993 ein Verfahren mit Schutzgruppentechnik angemeldet, das analog dem bisherigen Weg, aber mit Benzylaminoethanol (2) startet und das Reinigungen der Zwischenstufen über Salzbildungen vorsieht. Die Debenzylierung des Zwischenprodukts der Formel (7) gelingt mit Chlorameisensäure-n-butylester (8) zum Carbamat der Formel (9), das zum Nor-Mianserin (10) verseift wird. Im letzten Schritt erfolgt eine reduktive Methylierung, wodurch ein reineres Produkt (11) als bei dem direkte Weg erhalten wird. Trotz der größeren Zahl der Zwischenstufen wird dieser Weg mit einer Leuckart-Wallach-Reaktion zur Endstufe Mianserin offenbar immer noch in Fernost gewählt.

Synthese von Mianserin aus Styroloxid (mit Schutzgruppen)
1990 wurde noch ein weiteres Verfahren angemeldet, bei dem das cancerogenverdächtige Edukt Styroloxid durch 2-Chlor-2-phenylacetylchlorid ersetzt wird, das nach analoger Umsetzung mit einem N-Methylamin das entsprechende Amid liefert, das dann aber erst nach anschließender Reduktion den äquivalenten Baustein des Phenylaminoethanols ergibt.